# Antônio Duarte Nogueira
Antônio Duarte Nogueira (São Francisco de Salles, 12 de junho de 1937 - Ribeirão Preto, 4 de julho de 1990), foi um médico e político brasileiro.

## Vida Pessoal
Antônio Duarte Nogueira estudou medicina  na Faculdade de Medicina de Ribeirão Preto da Universidade de São Paulo, de 1957 a 1963. Em 1964 passou a fazer parte do corpo clínico da Santa Casa de Misericórdia de Ribeirão Preto, mesmo ano em que assumiu o primeiro cargo político, o de Secretário Municipal de Higiene e Saúde.
Foi um dos fundadores da UNIMED Ribeirão Preto, e membro conselheiro do Centro Médico da cidade.
Foi casado com Nair Nogueira, falecida em 2015, e foi pai de Duarte Nogueira, ex-prefeito de Ribeirão Preto.

## Vida Política
Iniciou sua vida pública como Secretário Municipal de Higiene e Saúde, cargo que ocupou de 1964 a 1968.
Pela Aliança Renovadora Nacional (ARENA), foi eleito prefeito da cidade de Ribeirão Preto pela primeira vez em 1 de fevereiro de 1969, ficando no cargo até 31 de janeiro de 1973. Em seu primeiro mandato foi responsável pela criação da Cohab-RP (Companhia Habitacional Regional de Ribeirão Preto) e da CETERP (Centrais Telefônicas de Ribeirão Preto) em 1969. No final do mandato, também fundou a CODERP (Companhia de Desenvolvimento Econômico de Ribeirão Preto), em 1972.
Deixou a prefeitura para ser suplente de Deputado Estadual em 1974.
Retornou a prefeitura pela ARENA, e ficou no cargo de 1 de fevereiro a 1977 a 31 de janeiro de 1983. Na segunda vez que comandou a prefeitura, Nogueira criou a FEAPAM (Feira Agropecuária da Alta Mogiana) em 1978, a TRANSERP (Empresa de Transportes Urbanos de Ribeirão Preto) e a Fundação Cultural de Ribeirão Preto em 1981.
É o segundo prefeito de Ribeirão Preto que mais tempo esteve a frente da cidade em anos. Governou o município por 10 anos, só perdendo para Welson Gasparini, que comandou a cidade por 13 anos. Contudo, vale lembrar que Nogueira ficou como prefeito por 10 anos em apenas 2 mandatos, enquanto Gasparini precisou de 4 mandatos para ficar 13 anos.
Pelo Partido Trabalhista Brasileiro (PTB), Nogueira foi candidato a Senador em 1986, mas não obteve êxito. Dois anos depois, em 1988, concorreu novamente à prefeitura de Ribeirão e terminou a disputa em terceiro lugar, perdendo para Welson Gasparini, do PDC.

### Homenagem
Em 30 de junho de 1993, o então prefeito de Ribeirão Preto, Antonio Palocci, deu o nome de Nogueira ao salão nobre do Palácio do Rio Branco, sede da prefeitura municipal.